# Lluís Medir i Huerta
Lluís Medir i Huerta (Palamós, Baix Empordà, 21 de juliol de 1947) és un farmacèutic i polític català.
Va realitzar els seus estudis primaris a Palamós i el batxillerat a Girona, i el va acabar a l'institut d'aquesta ciutat. Llicenciat en farmàcia per la Universitat de Barcelona, durant els seus anys d'estudiant formà part del SDEUB i col·laborà amb el Partit Comunista d'Espanya a València. De 1972 a 1976 fou professor ajudant al Departament de Botànica de la Facultat de Farmàcia de la Universitat de València, i des de 1976 treballa en una farmàcia de Palafrugell.
El 1976 ingressà en el PSUC, partit amb el qual fou elegit diputat a les eleccions al Parlament de Catalunya de 1980. Durant el seu mandat fou Secretari de la Comissió de Política Territorial del Parlament de Catalunya. A la dissolució del PSUC es presenta com a independent a la llista del Partit dels Socialistes de Catalunya, amb el que fou elegit diputat per la circumscripció de Girona a les eleccions al Parlament de Catalunya de 1988. Durant aquesta legislatura fou membre de la Comissió d'Agricultura, Ramaderia i Pesca de la Comissió de Política Territorial del Parlament de Catalunya (1988-1991). El 1988 fou membre del Consell Comarcal del Baix Empordà.
Amb el PSC també ha estat alcalde de Palafrugell de 1983 a 1991 i novament ho ha estat amb el grup municipal L'Entesa de 2003 a 2009. També ha estat regidor de Pressupost i Hisenda de Palafrugell. El 2016 va lliurar el seu fons a l'Arxiu Municipal de Palafrugell, on destaca la documentació relacionada amb el PSUC i la documentació relacionada com a diputat al Parlament de Catalunya.